# Llamada de Mateo

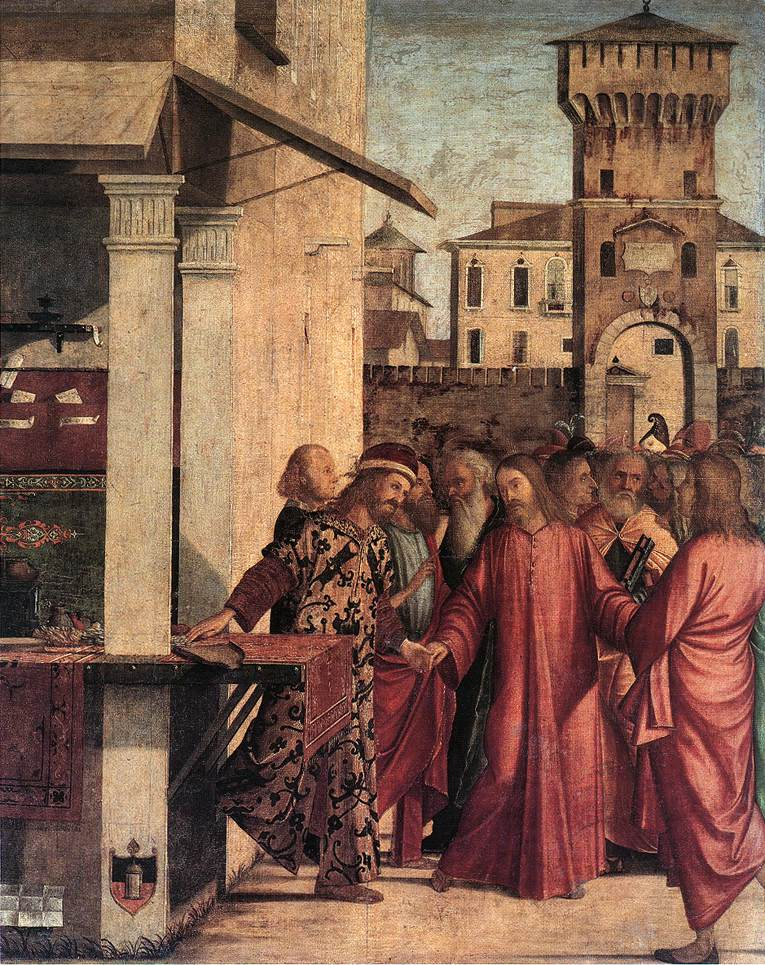
La llamada de san Mateo, por Vittore Carpaccio, 1502.

La llamada de Mateo es un episodio de la vida de Jesús que aparece en los tres evangelios sinópticos, Mateo 9:9-13, Marco 2:13-17 y Lucas 5: 27-28, y relata el encuentro inicial entre Jesús y Mateo, el recaudador de impuestos que se convirtió en un discípulo.
El pasaje de la llamada de Mateo, también conocida como vocación de Mateo está muy unida a la pregunta que le hacen a Jesús los fariseos sobre porqué come con publicanos y pecadores ya que los fariseos no lo hacían para no verse contaminados por la proximidad con aquellos. 

## Entorno del suceso
Un recaudador de impuestos podía ser un contratista independiente del gobierno romano, que pagaba una tarifa a Roma para obtener el derecho a extraer impuestos de las personas en un área determinada, con una tarifa adicional para el recaudador y sus empleados; o también podría haber sido un cobrador de peaje para Herodes Antipas, ya que Cafarnaún era un área con un alto tráfico de personas y comerciantes. En cualquier caso, Levi-Mateo habría sido un individuo muy impopular.
En koine, el término τὸ τελώνιον (to telōnion) a menudo se traduce como "la cabina del recaudador de impuestos" u "oficina de impuestos". La versión King James dice que Mateo estaba "sentado en el recibo de la costumbre". La traducción de Wycliffe fue "sentado en una cabina de peaje", y la Biblia ampliada sugiere que el telōnion era "probablemente una cabina de tarifas para gravar los bienes en tránsito".
En los tres evangelios sinópticos, este episodio tiene lugar poco después del milagro de la curación del paralítico en Cafarnaún y es seguido por la imagen de Jesús del peligro de poner  vino nuevo en odres viejos. En los evangelios de Marcos y Lucas, la persona llamada se llama Levi, que era hijo de Alfeo según Marcos si bien Lucas no menciona al tal Alfeo.

## Texto bíblico
- Según  san Mateo  (9: 9-13):

Al marchar Jesús de allí, vio a un hombre sentado al telonio, que se llamaba Mateo, y le dijo: —Sígueme. Él se levantó y le siguió. Ya en la casa, estando a la mesa, vinieron muchos publicanos y pecadores y se sentaron también con Jesús y sus discípulos. Los fariseos, al ver esto, empezaron a decir a sus discípulos: —¿Por qué vuestro maestro come con publicanos y pecadores? Pero él lo oyó y dijo: —No tienen necesidad de médico los sanos, sino los enfermos. Id y aprended qué sentido tiene: Misericordia quiero y no sacrificio; porque no he venido a llamar a los justos sino a los pecadores.

- Según  san Marcos  (2: 13-17):

Y se fue otra vez a la orilla del mar. Y toda la muchedumbre iba hacia él, y les enseñaba. Al pasar, vio a Leví, el de Alfeo, sentado al telonio, y le dijo: —Sígueme. Él se levantó y le siguió. Ya en su casa, estando a la mesa, se sentaron con Jesús y sus discípulos muchos publicanos y pecadores, porque eran muchos los que le seguían. Los escribas de los fariseos, al ver que comía con pecadores y publicanos, empezaron a decir a sus discípulos: —¿Por qué come con publicanos y pecadores? Lo oyó Jesús y les dijo: —No tienen necesidad de médico los sanos, sino los enfermos; no he venido a llamar a los justos, sino a los pecadores. 

- Según  san Lucas

Después de esto, salió y vio a un publicano, llamado Leví, sentado al telonio, y le dijo: —Sígueme. Y, dejadas todas las cosas, se levantó y le siguió. Y Leví preparó en su casa un gran banquete para él. Había un gran número de publicanos y de otros que le acompañaban a la mesa. Y los fariseos y sus escribas empezaron a murmurar y a decir a los discípulos de Jesús: —¿Por qué coméis y bebéis con publicanos y pecadores? Y respondiendo Jesús les dijo: —No tienen necesidad de médico los sanos, sino los enfermos. No he venido a llamar a los justos, sino a los pecadores a la penitencia.

## Interpretación según la Iglesia católica
Jesús llamó a los que quiso sin preocuparse de las diferencias que hacían los fariseos. En esta caso llama a un publicano —oficio tenido por pecaminoso, ya que el trabajo consistía en recaudar impuestos de los judíos para dárselos a los romanos—; Marcos y Lucas lo llaman Leví y que la Tradición lo identifica con el autor del primer evangelio. La actitud de Jesús de acercarse a los pecadores fue motivo de escándalo para muchos. Pero Jesús, de acuerdo con las palabras del profeta Oseas, identificó su conducta misericordiosa hacia los pecadores con la actitud de Dios hacia ellos. Nadie debe desanimarse al verse lleno de miserias: reconocerse pecador es la única actitud justa ante Dios. Él ha venido a buscar a todos, pero el que se considera ya justo, por ese mismo hecho, está cerrando las puertas a Dios, porque en realidad todos son pecadores y necesitan de Dios. Ante la llamada de Dios, no se piden grandes cualidades, sino atención para escuchar y prontitud para corresponder: «Lo que a ti te maravilla a mí me parece razonable. —¿Que te ha ido a buscar Dios en el ejercicio de tu profesión? Así buscó a los primeros: a Pedro, a Andrés, a Juan y a Santiago, junto a las redes: a Mateo, sentado en el banco de los recaudadores… Y, ¡asómbrate!, a Pablo, en su afán de acabar con la semilla de los cristianos» 
Se muestra en este episodio la vocación de «Leví, el de Alfeo». El primer evangelio, precisa que se trata de «Mateo», uno de los Doce Apóstoles. El hecho de comer juntos tenía un claro significado de muestra de amistad y lazos de unión entre personas. Los evangelios representan a Jesús a la mesa con fariseos, con sus amigos, como Lázaro de Betania, con sus discípulos y, en este caso, con publicanos y pecadores. Además Jesús utilizó a menudo la imagen del banquete del Reino. El sentido del pasaje es claro: Jesús no excluye a nadie en su llamada a la salvación: «No he venido para que sigan siendo pecadores, sino para que se conviertan y lleguen a ser mejores». Jesús llama a todos, la misión de redención que predica es universal. ¿Cómo se explica esta aparente contradicción del Señor, al decir que no ha venido a llamar a los justos?. La verdad es que no es una exclusión. Jesús reprocha a aquellos escribas su actitud soberbia y orgullosa: se consideraban justos y su complacencia en esa supuesta santidad les alejaba de la llamada a la conversión pues pensaban que se salvarían por sí mismos. Así se explica este proverbio en boca de Jesús, que, por otra parte, dejó claro en su predicación que «nadie es bueno sino uno solo: Dios», y que todos los hombres deben acudir a la misericordia y al perdón de Dios para salvarse, pues todos son pecadores. Las palabras del Señor han de mover a los que le siguen a rezar por quienes parece que quieren seguir viviendo en el pecado, como suplicaba  Santa Teresa: «¡Oh, qué recia cosa os pido, verdadero Dios mío: que queráis a quien no os quiere, que abráis a quien no os llama, que deis salud a quien gusta de estar enfermo y anda procurando la enfermedad! Vos decís, Señor mío, que venís a buscar los pecadores. Estos, Señor, son los verdaderos pecadores. No miréis nuestra ceguedad, mi Dios, sino a la mucha sangre que derramó vuestro Hijo por nosotros» 
 San Beda comenta: «Lo vio más con la mirada interna de su amor que con los ojos corporales. Jesús vio al publicano y, porque lo amó, lo eligió, y le dijo: Sígueme. Sígueme, que quiere decir: “Imítame” (…). Se levantó y lo siguió. No hay que extrañarse del hecho de que aquel recaudador de impuestos, a la primera indicación imperativa del Señor, abandonase su preocupación por las ganancias terrenas y, dejando de lado todas sus riquezas, se adhiriese al grupo que acompañaba a aquel que él veía carecer en absoluto de bienes. Es que el Señor, que lo llamaba por fuera con su voz, lo iluminaba de un modo interior e invisible para que le siguiera, infundiendo en su mente la luz de la gracia espiritual, para que comprendiese que aquel que aquí en la tierra lo invitaba a dejar sus negocios temporales era capaz de darle en el cielo un tesoro incorruptible» 

## En el arte
La vocación de Mateo ha sido objeto de obras de arte de varios pintores, entre ellos:
- La vocación de San Mateo (Caravaggio) de Caravaggio (1599-1600) en la Capilla Contarelli de la iglesia de Iglesia de San Luis de los Franceses (Roma)
- La vocación de san Mateo (1621)  de Hendrick ter Brugghen
- Vocación de San Mateo (Museo del Prado) de  Juan de Pareja